# Gothic 3
Gothic 3 — відеогра жанру action RPG розроблена німецькою студією Piranha Bytes і видана JoWooD Entertainment в 2006 році тільки для ПК під управлінням Microsoft Windows. Є прямими продовженням гри Gothic II й третьою в серії «Gothic». Крім основної гри, було випущено колекційне видання, яке містить бонусні колекційні матеріали. JoWooD пізніше випустила окреме доповнення під назвою Gothic 3: Forsaken Gods у листопаді 2008 року та Gothic 3: The Beginnings для мобільних пристроїв.
Сюжет описує події після того, як Герой врятував від сил зла острів Хорініс в попередніх частинах. Аби завадити вторгненню орків, він вирушає на основну територію королівства Міртана. Герой може приєднатися до повстанців і здолати навалу орків, або служити загарбникам і зламати опір неоднозначної Міртани — доля королівства опиняється цілком у його руках.

## Ігровий процес

Герой біля захищеної магічним куполом столиці Міртани

Гравець керує персонажем, відомим просто як Герой, впродовж сюжету виконує різноманітні завдання (квести) і знищує диких тварин і чудовиськ, щоб заробити досвід і підвищити кваліфікацію. Набравши певну кількість досвіду, він переходить на новий рівень розвитку, отримуючи очки розвитку, за які, відвідавши тренерів, можна вдосконалити одну з навичок або характеристику. Для боротьби з ворогами існує різноманітна зброя, як-от мечі, сокири, глефи, а також луки й арбалети. Щоб користуватися специфічними видами зброї, потрібно спершу вивчити володіння нею.
Магія може слугувати для атаки, захисту в бою та більш приземлених цілей, як-от відчинення замків або освітлення в темряві. Вона прив'язана до характеристики «Давнє знання» і не потребує рунічних каменів, як у попередній частині. Існує три магічні школи, що відповідають трьом божествам світу «Готики» — Інносу, Аданосу та Беліару. В кожній школі є свої заклинання. Щоб користуватися ними, потрібно вивчити заклинання в святилищах, скористатися послугами магів-учителів, або знайти магічні сувої.
Їжа, трави та еліксири слугують для поповнення запасу здоров'я, витривалості та магії. Герой здатен виготовляти страви та зілля з зібраних інгредієнтів. Наприклад, на вогнищі він смажить м'ясо, а за алхімічним столом готує зілля. Крім того він може кувати зброю з магічної руди, якщо знайде ковадло, чи гострити її об точильний камінь.
Система репутації дозволяє гравцеві зайняти сторону орків або людей різних фракцій. Залежно від рішень (виконання чи провал завдань, злочинні дії проти союзників), до гравця буде змінюватися ставлення тих чи інших персонажів, буде відкриватися або закриватися доступ до різних квестів. Діалоги з внутрішньоігровими персонажами також змінюються залежно від попередніх дій та поведінки гравця. При цьому існує репутація в містах (зазвичай відкриває/закриває доступ до певних локацій) і в фракціях (визначає доступну екіпіровку).
Гра особливо акцентує на інтерактивності навколишнього середовища. Вона використовує бойову систему, де звичайні атаки та спецатаки виконуються при клацанні мишкою в потрібний час. У цій грі герой зміг орудувати дворучною зброєю або використовувати щит. Пересуватися світом тут можна як простою ходою, так і швидким бігом, але при цьому зілля прискорення, як в перших двох частинах, відсутнє.

## Сюжет

### Світ гри
У грі є три головні фракції, від вибору однієї з яких найбільшою мірою залежить фінал гри:
- Повстанці — корінне населення Міртани, вигнанці на власній землі, які залишилися вірними королю Робару. Їхні табори розкидані по всій середній частині материка, вони ведуть постійну партизанську війну з орками, маючи на меті повернути свої землі. Мають чотири великих поселення. Постійно здійснюють набіги на орчі каравани та пости, однак не наважуються напасти на велике місто і завжди уникають відкритого бою з орками. Сам король Робар зі своєю гвардією і Магами Вогню, у спробі врятувати столицю Міртани Венгард, відгородився від решти світу магічним куполом, який не впускає і не випускає нічого живого. Однак разом з ними під куполом опинилася й частина воїнства орків, що захопила практично все місто, крім монастиря і королівської фортеці. Граючи за повстанців, герой зазвичай приймає сторону бога Інноса.

- Орки — войовниче плем'я, що підпорядкувало собі практично всю Міртану, і розмістило свої військові табори в крижаних просторах Нордмара. Їхній вождь Кан захоплював місто за містом, і його успіхи навіть змусили перейти на бік орків частину корінних жителів, що стали найманцями орків. За наказом Ксардаса, орки проводять розкопки по всьому материку у пошуках артефактів бога Аданоса. На думку Ксардаса, якщо ці артефакти потраплять до рук служителів Беліара або Інноса, то на довгі роки встановиться панування їхніх богів. Граючи за орків, герой зазвичай приймає сторону бога Аданоса.

- Асасини — багатий народ південної частини материка, пустелі Варант, який має вплив і в Міртані, де вони ведуть справи з орками та виступають там у ролі работоргівців. Варант відрізняється спекотним кліматом, там є велика кількість покладів золотої руди. Величні міста асасинів видніються з великих відстаней, їхні невеликі села розташовані поряд із шахтами. Там процвітає різна торгівля, проте за межами поселень немає нічого ціннішого за воду та зброю. Асасини вважаються найкращими воїнами, володіють технікою бою з двома клинками, в їхніх містах розташовані найбільші арени, на яких мріє виступити будь-який воїн. Цей пустельний народ поклоняється темному богу Беліару, чиї темні маги золотом і молитвами відводять від інших гнівний погляд бога, а Беліар натомість дарує асасинам багатство і владу. З головної фортеці, Іштара, пустелею управляє Зубен, що прийняв в себе силу Беліара. В Іштар може увійти лише той, хто довів, що він один з прихильників народу Асасинів. І тільки в Іштарі Герой може стати майстром бою з двома клинками. Граючи за Асасинів, герой приймає сторону Темного бога Беліара.

Також в грі є три другорядні фракції:
- Нордмарці — народ, який мешкає в суворій північній землі Нордмара. Крім того, що вони добірні воїни, нордмарці є найкращими ковалями материка. Тільки в кузні Нордмара, яка розташована всередині гори, знають як отримати чисту магічну руду. Зараз на їх землі також вдерлися орки й захопили їхню шахту, і клани роблять все можливе, щоб повернути її під свій контроль. У Нордмарі гравець може вивчити деякі корисні вміння. І тільки там можна навчитися кувати зброю з чистої магічної руди.

- Мандрівники (Друїди) — лісовий народ Міртани, який шанує природу, і ненавидить орків за те, що вони принесли розруху на їхню батьківщину. Мандрівники, так само як і повстанці, воюють з орками. Лідери у них — друїди, які вивчають магію єднання з природою. Друїди мають магічне каміння для перетворення на тварин.

- Кочівники — народ, що, як і асасини, населяє пустелю, і марно намагається послабити їхній вплив, нападаючи на їх каравани, шахти, і звільняючи їхніх рабів. Збираються навколо Магів Води, які своєю чергою, вивчають стародавні руїни. У магів води можна навчитися магії перетворення бога Аданоса. Їхнє завдання — вбивство Гонсалеса, голови Мора Сул.

### Дія
Сюжетна лінія Готики 3 стартує в тому місці, де завершилася Готика 2. Головний Герой, разом з кількома друзями, зустрінутими під час перших двох ігор, покинув острів Хорініс і прибуває до узбережжя материка Мідленд («Midland») королівства Міртана. Королівство довго вело війну з орками, для чого потребувало руди з Хорініса. Після тривалої боротьби воно майже програло оркам і король Робар наказав магам створити навколо столиці купол, який відрізав місто від решти світу.
Одразу зійшовши з корабля, гравцеві доводиться прийняти бій за звільнення міста Ардеї від орків.  Далі він вирушає на пошуки мага-відступника Ксардаса, котрий допомагає оркам і їхньому покровителю, богу Беліару. Для досягнення цієї мети Герой може піти у будь-яку точку Міртани, Варанта або Нордмара.
Упродовж подорожей Герою вдається знайти вежу Ксардаса в горах Нордмара. Він дізнається, що Ксардас за своїм поклонінням Беліару приховував пошуки реліквій бога Аданоса, необхідних для виконання його справжнього плану – покладення краю «війні богів». Оскільки темний бог Беліар і світлий Іннос рівносильні, молодший брат Беліара, Аданос, прагне за допомогою мага позбавити влади їх обох.
Якщо Герой стає на бік Аданоса, він розшукує Скіпетр Варанта та Посох Вічного Мандрівника, котрими володіють Робар II та Зубен. Коли Герой убиває їхніх володарів, маг доручає знищити артефакти Аданоса в рудній печі Клану Молотів. Ксардас і Герой вирушають потім у невідомі землі, оскільки самі є носіями божественних сил, тому повинні покинути світ.
Служачи Інносу, Герой приносить йому зібрані реліквії. Бог світла з'являється і доручає звільнити Міртану від орчої окупації та вбити Зубена. Коли завдання виконане, Іннос забезпечує людям перемогу та дозволяє Герою ненадовго зазирнути в майбутнє.
Служити Беліару, герой приносить реліквії йому в жертву. Беліар повідомляє свою волю: вбити Ксардаса, який його зрадив, Робара II – верховного слугу Інноса, та свого слугу Зубена й командирів орків, які надто переймаються власними цілями. Беліар дозволяє Герою ненадовго зазирнути в майбутнє.

## Доповнення
Gothic 3: Forsaken Gods — самостійне доповнення, випущене 2008 року. Події відбуваються через два роки після фіналу Gothic 3, де Безіменний Герой з Ксардасом вирушає в невідомі землі. Сюжет доповнення лінійний і займає лише одну територію — Міртану.

## Оцінки й відгуки
На Metacritic гра зібрала середню оцінку 63 бали зі 100.
Згідно з Eurogamer, гра багато в чому програє The Elder Scrolls: Oblivion, вона має поганий ШІ NPC, а бій зводиться до якомога швидшого натискання кнопки атаки. Натомість Gothic 3 щедра на завдання і в неї плавний темп, у якому основний сюжет розгалужується по додаткових завданнях. «Gothic 3 — це спроба успішно вдосконалити як стародавній фантастичний шаблон, так і свою особисту формулу».
У GamesRadar відгукнулися, що непродуманість бойової системи спонукає експлуатувати недоліки ШІ ворогів і надто часто починати з останнього збереження. Проте гра має чудову графіку, багато квестів і професій, що забезпечує багато годин захопливої гри.
Як зазначалося в IGN, у грі гарне довкілля та освітлення, хоча моделі незграбно анімовані. Виконання квестів часто передбачає різні шляхи, тоді як бої розчаровують, особливо проти груп ворогів.